# Плайський (річка)
Плайський — річка  в Україні, у  Тячівському районі Закарпатської області, ліва притока Тересви (басейн Дунаю).

## Опис
Довжина річки приблизно 4 км. Формується з багатьох безіменних струмків.

## Розташування
Бере  початок  на сході від гірської вершини Кінець. Тече переважно на захід  і у селі  Красна впадає у річку Тересву, праву притоку Тиси.